# بليس معمر
اللؤلؤية أو زهرة اللؤلؤ أو زهر الربيع أو زهر اللؤلؤ  أو البليس المعمر أو البكرت المعمر أو اللؤلوية الصغيرة أو عين البقر (باللاتينية: Bellis perennis) نوع نباتي يتبع جنس البكرت من الفصيلة النجمية.

## الموئل والانتشار
موطنه أوروبا وحوض البحر الأبيض المتوسط من بلاد الشام إلى المغرب العربي وقبرص وتركيا وأوروبا.

## مرادفات للاسم العلمي
- (باللاتينية: Bellis armena Boiss.)
- (باللاتينية: Bellis hortensis Mill.)
- (باللاتينية: Bellis hybrida Ten.)
- (باللاتينية: Bellis pumila Arv.-Touv. & Dupuy)

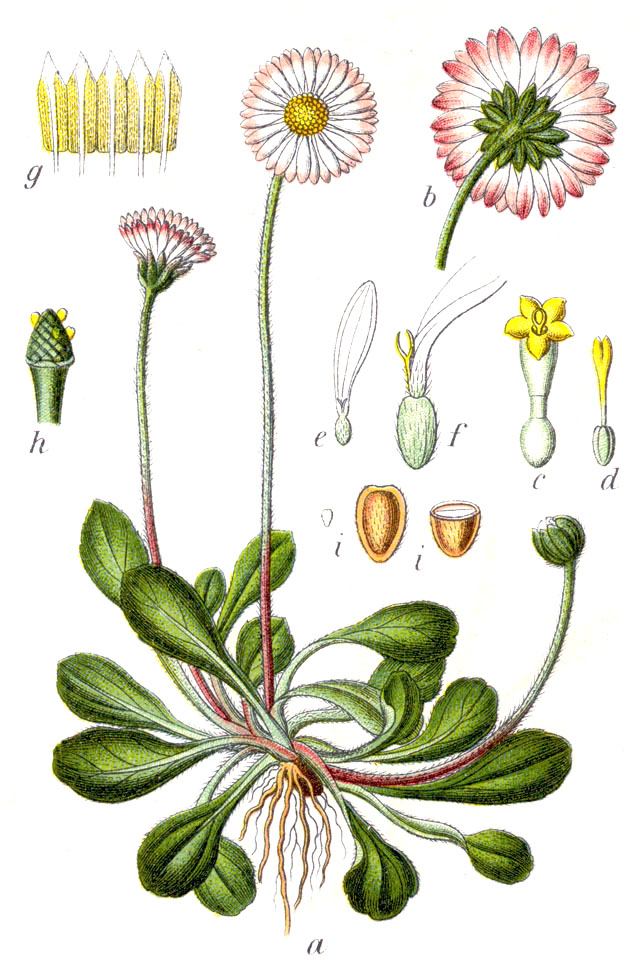
اقسام النبات